# Discografia Mariei Tănase

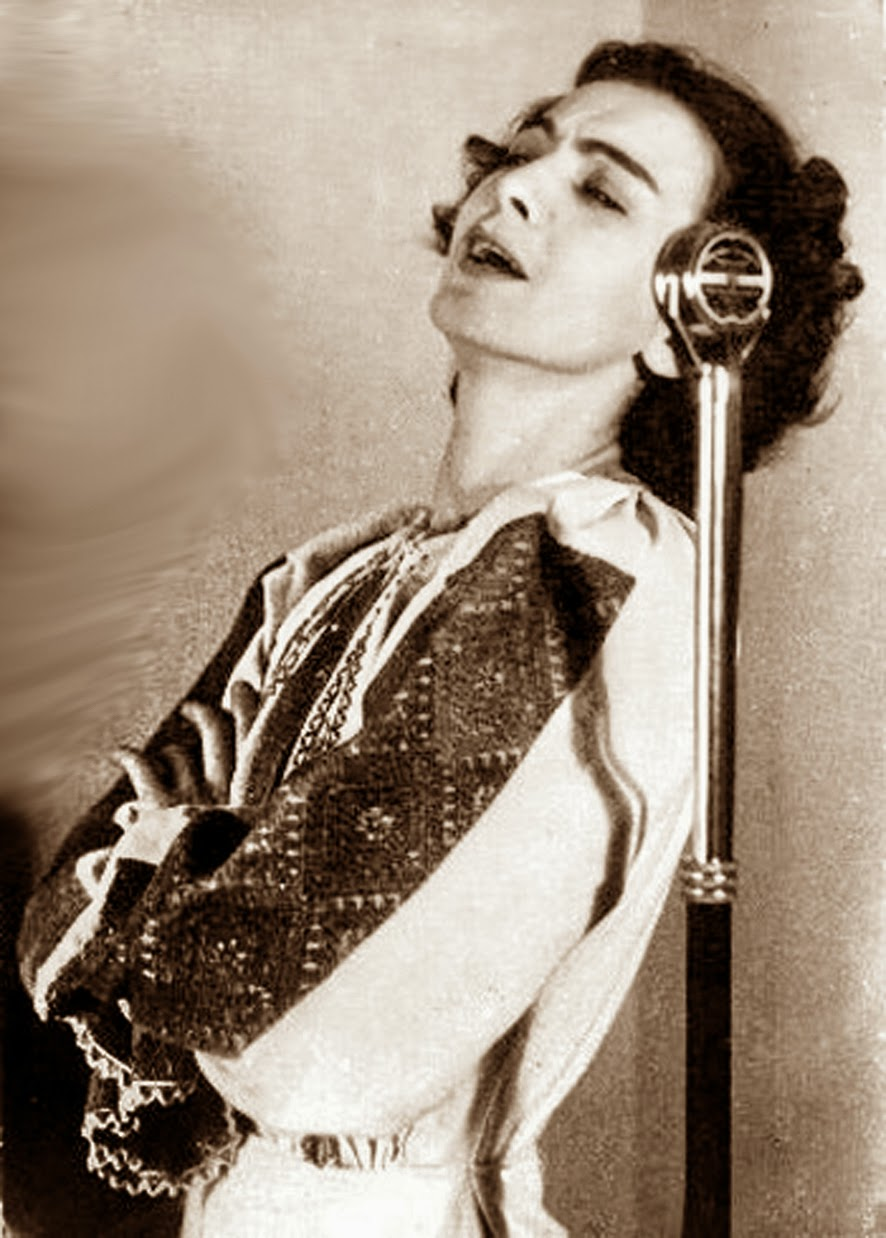
Maria Tănase în luna martie a anului 1942, fotografiata de Willy Pragher

Discografia Mariei Tănase cuprinde numeroase apariții (discuri de gramofon, de vinil, benzi de magnetofon, casete audio, CD-uri, DVD-uri) ce prezintă înregistrări realizate din anul 1934 până în 1960, în România sau (mult mai puțin) în străinătate.
În prima parte a carierei, cântăreața a înregistrat pentru casele de discuri Lifa Record București, Columbia (atât în București, cât și la Viena) și Electrecord. După cel de-al Doilea Război Mondial, cântăreața face imprimări, în țară, la Radiodifuziunea Română și pentru casa de discuri de stat Electrecord; unele dintre benzile obținute aici sunt trimise caselor de producție din străinătate (cazul cel mai cunoscut este al pieselor folclorice traduse în limba franceză și trimise casei franceze Le Chant du Monde). 

## Convenție
Coloana „an” indică două informații distincte: anul apariției materialului respectiv (marcat cu „a.”) și anul – sau anii, în cazul unui interval mai larg – în care s-au făcut înregistrările (notat cu „î.”). Coloana „format” apare doar în cazul discurilor, indicând materialul folosit (shellac, vinil), diametrul (17, 25 sau 30 cm) și tipul (disc single, EP, LP). O numerotare a titlurilor din coloana „piese” denotă cunoașterea succesiunii lor (literele A și B indică începutul primei, respectiv celei de a doua fețe a unui disc); când nu este cunoscută succesiunea pieselor, titlurile sunt enumerate în ordine alfabetică. În dreptul pieselor cu autor sunt indicate numele respective („a.” desemnează un aranjor, „c.” – un compozitor, iar „t.” – un textier). Titlurile încadrate de paranteze drepte [ ] sunt alternative. În coloana „acompaniament” apar numele celorlalți muzicieni prezenți pe înregistrare (doar dacă numărul lor este restrâns); în cazul unei orchestre este trecut numele șefului ei și titulatura ansamblului (dacă există o titulatură). Pentru materialele colective, aportul celorlalți muzicieni este amintit în limita informațiilor disponibile, în coloana „alți muzicieni”.
Prin „?” se indică o datare nesigură, iar un „x” ce înlocuiește o cifră dintr-un an sau număr de catalog arată necunoașterea ei; informațiile lipsă sunt marcate prin indisp.
Toate titlurile sunt scrise după grafia epocii în care au apărut materialele care le conțin.

### Abrevieri
- O.M.P.R. – Orchestra de muzică populară Radio / a Radioteleviziunii

## Discuri

### Lifa Record București
| An      | Nr. de catalog | Format                 | Piese                     | Acompaniament | Note                      |
| ------- | -------------- | ---------------------- | ------------------------- | ------------- | ------------------------- |
| 1934    | indisp.        | shellac, 25 cm, 78 RPM | Mansarda                  | indisp.       | romanță de Nello Manzatti |
| indisp. | indisp.        | shellac, 25 cm, 78 RPM | Când m-am dus la însurat  | indisp.       | —                         |
| indisp. | indisp.        | shellac, 25 cm, 78 RPM | Fir-ai să fii, măi băiete | indisp.       | —                         |
| indisp. | indisp.        | shellac, 25 cm, 78 RPM | Ia uite-o, zău            | indisp.       | —                         |
| indisp. | indisp.        | shellac, 25 cm, 78 RPM | Nici acela nu-i fecior    | indisp.       | —                         |
| indisp. | indisp .       | shellac, 25 cm, 78 RPM | Spală, maico, hainele     | indisp.       | —                         |

### Melody
| An   | Nr. de catalog | Format                 | Piese                                                                                | Acompaniament               |
| ---- | -------------- | ---------------------- | ------------------------------------------------------------------------------------ | --------------------------- |
| 1938 | A 10           | shellac, 25 cm, 78 RPM | Țigăneasca (c. Mișu Constantinescu – t. Bebe Altman)                                 | orchestra Titi M. Niculescu |
| 1937 | 129            | shellac, 25 cm, 78 RPM | Se face ziuă'n mahala (c. Richard Stein – t. Popescu Peppu) Când o fi la moartea mea | taraful Ion Cărăbiță        |

### Columbia Records
| An   | Nr. de catalog | Format                 | Piese                                                                                               | Acompaniament                                                       | Note                                                                                                |
| ---- | -------------- | ---------------------- | --------------------------------------------------------------------------------------------------- | ------------------------------------------------------------------- | --------------------------------------------------------------------------------------------------- |
| 1937 | DR 164         | shellac, 25 cm, 78 RPM | Nunta țigănească (c. Harry Brauner – t. Bebe Altmann) Când o fi la moartea mea                      | taraful Mitică Mâță                                                 | —                                                                                                   |
| 1937 | DR 165         | shellac, 25 cm, 78 RPM | Și-ar fi bătut Dumnezeu (doină) Neghinuță neagră (doină)                                            | Ștefan Bugeanu (armonică) și Vasile Constantin (clarinet)           | —                                                                                                   |
| 1937 | DR 198         | shellac, 25 cm, 78 RPM | Cine iubește și lasă M'am jurat de mii de ori (sârbă)                                               | taraful Costică Vraciu – Gorj                                       | Conform numerelor matrițelor, acestea sunt primele înregistrări ale artistei realizate la Columbia. |
| 1937 | DR 199         | shellac, 25 cm, 78 RPM | Jele mi-i, măicuță, jele (doină) Învârtita de pe Târnave [Tătăișe și-o cumnată]                     | Ștefan Bugeanu (armonică) și Vasile Constantin (clarinet)           | —                                                                                                   |
| 1937 | DR 200         | shellac, 25 cm, 78 RPM | Să știi, fă, că te-am iubit (țigănească) Geaba mă mai duc acasă                                     | taraful Mitică Mâță                                                 | —                                                                                                   |
| 1938 | DR 240         | shellac, 25 cm, 78 RPM | Nu vreau (slowfox) (c. Max Halm – t. Al. Pavel) O dulce serenadă (tango)                            | orchestra Heinz Sandauer                                            | —                                                                                                   |
| 1938 | DR 241         | shellac, 25 cm, 78 RPM | Dacă nu te cunoșteam (tango) Juanita (tango)                                                        | orchestra Heinz Sandauer                                            | c. M. Constantinescu – t. N Constantinescu, N. Vlădoianu, E. Mirea                                  |
| 1938 | DR 242         | shellac, 25 cm, 78 RPM | Aceeași poveste frumoasă (vals englez) O dulce serenadă (tango)                                     | orchestra Heinz Sandauer                                            | —                                                                                                   |
| 1938 | DR 251         | shellac, 25 cm, 78 RPM | 1. Mi-am pus busuioc în păr 2. Na guriță și te du [Uite dealul, uite via]                           | orchestra Ernst Hönigsberg (1) taraful Ilie Rădulescu – Pitești (2) | —                                                                                                   |
| 1938 | DR 252         | shellac, 25 cm, 78 RPM | Habar n'ai tu (slow)                                                                                | orchestra Dinu Șerbănescu                                           | —                                                                                                   |
| 1938 | DR 266         | shellac, 25 cm, 78 RPM | Iarna grea, muierea rea (cântec lung) Mărioară de la Gorj (sârbă) [Lung îi drumul Gorjului]         | taraful Ilie Rădulescu – Pitești                                    | —                                                                                                   |
| 1938 | DR 267         | shellac, 25 cm, 78 RPM | Dadă, frică mi-e că mor ca mâine Lița-i albă peste tot [Bun îi vinul ghiurghiuliu]                  | taraful Ilie Rădulescu – Pitești                                    | —                                                                                                   |
| 1939 | DR 276         | shellac, 25 cm, 78 RPM | Leliță cârciumăreasă Jandarmul [Pe șoseaua din Cepari]                                              | taraful Mitică Mâță                                                 | —                                                                                                   |
| 1939 | DR 277         | shellac, 25 cm, 78 RPM | Mahala și țigănie Of, zac [Ursitoare, ursitoare]                                                    | taraful Mitică Mâță                                                 | —                                                                                                   |
| 1939 | DR 288         | shellac, 25 cm, 78 RPM | Foaie verde trei aglice [Jurai aseară pe cruce] Foaie verde de trei boji [Cine-a fost odată-n Gorj] | taraful Ilie Rădulescu - Pitești                                    | —                                                                                                   |
| 1939 | DR 289         | shellac, 25 cm, 78 RPM | Am ibovnic la Mizil Hai maică la iarmaroc (doină)                                                   | taraful Ilie Rădulescu - Pitești                                    | —                                                                                                   |
| 1939 | DR 327         | shellac, 25 cm, 78 RPM | Lic, lic, lic Vinul și cu dragostea                                                                 | Orchestra „Alhambra”                                                | c. Mișu Constantinescu – t. Eugen Mirea, Nikan, Puiu Maximilian                                     |
| 1940 | DR 359         | shellac, 25 cm, 78 RPM | Când m-am dus la însurat Nici acela nu-i fecior                                                     | orchestra Costică Tandin                                            | —                                                                                                   |
| 1940 | DR 360         | shellac, 25 cm, 78 RPM | Ia uite-o, zău Te-am zărit printre morminte                                                         | orchestra Costică Tandin                                            | —                                                                                                   |
| 1940 | DR 362         | shellac, 25 cm, 78 RPM | Nu vine mândru', nu vine Se ștergea mândra pe frunte                                                | orchestra Costică Tandin                                            | —                                                                                                   |
| 1940 | DR 370         | shellac, 25 cm, 78 RPM | Măr domnesc [Am iubit și-am să iubesc] Foaie verde trei rozete [Fir-ai să fii, măi, băiete]         | orchestra Costică Tandin                                            | —                                                                                                   |

### Electrecord
| An   | Număr de catalog                                    | Format                   | Piese | Acompaniament |
| ---- | --------------------------------------------------- | ------------------------ | --- | --- |
| 1943 | 1472                                                | shellac, 25 cm, 78 RPM   | Cântec de pahar [Bun îi vinul ghiurghiuliu] Dela gară pân' la gară | orchestra Costică Tandin |
| 1943 | 1473                                                | shellac, 25 cm, 78 RPM   | Ia uite-o, zău La mândra și la mândra | orchestra Costică Tandin |
| 1943 | 1474                                                | shellac, 25 cm, 78 RPM   | Cântecul lui Sbangă Când m'am dus la însurat | orchestra Costică Tandin |
| 1943 | 1475                                                | shellac, 25 cm, 78 RPM   | A lui Lucaci A dracului noapte mică [Am ibovnic la Mizil] | orchestra Costică Tandin |
| 1943 | 1476                                                | shellac, 25 cm, 78 RPM   | Mâine toți recruții pleacă Cântec de nuntă din Ardeal | orchestra Costică Tandin |
| 1943 | 1477                                                | shellac, 25 cm, 78 RPM   | Ba eu „nu”, ba eu „ba” Cine iubește și lasă | orchestra Costică Tandin |
| 1943 | 1478                                                | shellac, 25 cm, 78 RPM   | Dor de răzbunare (c. George Cavadia – t. Carol Scrob) Te-am zărit printre morminte | orchestra Costică Tandin |
| 1943 | 1479                                                | shellac, 25 cm, 78 RPM   | Mahala și țigănie Cântec de pahar [Bun îi vinul ghiurghiuliu] | orchestra Costică Tandin |
| 1943 | 1483                                                | shellac, 25 cm, 78 RPM   | Ia uite-o, zău Foaie verde lămâiță [Tirai-tirai, hopai-hop] | orchestra Costică Tandin |
| 1954 | EPB 5055                                            | shellac, 30 cm, 78 RPM   | Dragu mi-e unde-am venit [Dodă, dodă] Mă dusei să trec la Olt | orchestra Ionel Banu |
| 1955 | EPA 1975                                            | shellac, 25 cm, 78 RPM   | Bun îi vinul ghiurghiuliu Trenule, mașină mică | O.M.P.R., dirijor Victor Predescu orchestra Nicușor Predescu |
| 1955 | EPA 1987                                            | shellac, 25 cm, 78 RPM   | Mărie și Mărioară | O.M.P.R., dirijor Victor Predescu |
| 1956 | EPA 2002                                            | shellac, 25 cm, 78 RPM   | Gheorghiță, măi [Colea-n vale-n grădiniță] | orchestra Nicușor Predescu |
| 1956 | EPA 2011                                            | shellac, 25 cm, 78 RPM   | Uhăi, bade | orchestra Nicușor Predescu |
| 1956 | EPA 2036                                            | shellac, 25 cm, 78 RPM   | Doina din Dolj (t. Maria Tănase) Văleleu | la pian: Theodor Cosma |
| 1956 | EPA 2037                                            | shellac, 25 cm, 78 RPM   | Astă noapte te-am visat Foaie verde foi de nuci [Măi Gheorghiță, un' te duci?] | orchestră populară |
| 1956 | EPA 2038                                            | shellac, 25 cm, 78 RPM   | Aseară vântul bătea Cine iubește și lasă | orchestră populară |
| 1956 | EPA 2039                                            | shellac, 25 cm, 78 RPM   | Dui, dui [Doina din Maramureș] Astă iarnă era iarnă | orchestră populară |
| 1956 | EPA 2040                                            | shellac, 25 cm, 78 RPM   | Dragi mi-s cântecele mele (aranjor, dirijor Henry Mălineanu) Bade, din dragostea noastră | orchestră populară |
| 1956 | EPA 2041                                            | shellac, 25 cm, 78 RPM   | Iac-așa Trihu-rihu [Tulnicul] | orchestră populară |
| 1956 | EPA 2042                                            | shellac, 25 cm, 78 RPM   | Cântec din Oaș Toderel | orchestră populară |
| 1956 | EPA 2084                                            | shellac, 25 cm, 78 RPM   | Pe vale, țațo, pe vale | orchestra Ionel Banu |
| 1956 | EPA 2190                                            | shellac, 25 cm, 78 RPM   | Ciuleandra | orchestra Nicușor Predescu |
| 1956 | EPA 2198                                            | shellac, 25 cm, 78 RPM   | Nu vine mândru', nu vine | orchestra Nicușor Predescu |
| 1956 | EPC 110                                             | vinil, 17 cm, 33 RPM     | 1. Cine iubește și lasă 2. Trenule, mașină mică 3. Bade, din dragostea noastră 4. Astă noapte te-am visat | O.M.P.R., dirijor Victor Predescu (1), orchestra Nicușor Predescu (2) |
| 1956 | EPA 2286                                            | shellac, 25 cm, 78 RPM   | Butelcuța mea | O.M.P.R., dirijor Victor Predescu |
| 1956 | EPD 1                                               | vinil, LP, 25 cm, 33 RPM | 8. Uhăi, bade | orchestra Nicușor Predescu |
| 1956 | EPD 3                                               | vinil, LP, 25 cm, 33 RPM | 1. Dragi mi-s cântecele mele 2. Dui-dui (Doină din Maramureș) 3. Aseară vântul bătea 4. Iac-așa 5. Doina din Dolj (t. Maria Tănase) 6. Văleleu 7. Foaie verde foi de nuci [Măi Gheorghiță, un' te duci?] 8. Bun îi vinul ghiurghiuliu | aranjor, dirijor Henry Mălineanu (1) Theodor Cosma (pian) (5, 6) O.M.P.R., dir. Victor Predescu (8) |
| 1958 | EPA 2487                                            | shellac, 25 cm, 78 RPM   | Foaie verde mărăcine [Frică mi-e că mor ca mâine] Hai, iu, iu | orchestra Ionel Banu |
| 1958 | EPA 2532                                            | shellac, 25 cm, 78 RPM   | Aseară ți-am luat basma Foaie verde măr domnesc [Am iubit și-am să iubesc] | orchestra Ionel Banu |
| 1958 | EPA 2538                                            | shellac, 25 cm, 78 RPM   | Mărioară, viaț-amară | orchestra Ionel Banu |
| 1958 | EPC 135                                             | vinil, 17 cm, 33 RPM     | 1. Foaie verde nucă seacă [Mâine toți recruții pleacă] 2. Se teme Ion că moare 3. Foaie verde mărăcine [Frică mi-e că mor ca mâine] 4. Hai, iu, iu | orchestra Ionel Banu |
| 1958 | EPC 138 Chansons folkloriques roumaines             | vinil, 17 cm, 33 RPM     | 1. Doïna [Doina din Dolj] 2. Danse montagnarde [Uhăi, bade] 3. La malédiction d'amour [Cine iubește și lasă] 4. Tiens, tiens, tiens et na! [Iac-așa] | orchestra Ionel Banu |
| 1958 | EPC 148                                             | vinil, 17 cm, 33 RPM     | 1. Aguridă 2. Mărioară viață-amară | orchestra Ionel Banu |
| 1959 | EDA 2778                                            | shellac, 25 cm, 78 RPM   | Badea neichii, București În Târgul Moșilor (c. Temistocle Popa – t. Val Cebotenco) | Orchestra de estradă, dirijor N. Patrichi orchestra Ionel Banu |
| 1961 | EPD 1005                                            | vinil, LP, 25 cm, 33 RPM | 2. Aseară ți-am luat basma | orchestra Ionel Banu |
| 1961 | EPE 052                                             | vinil, LP, 30 cm, 33 RPM | 7. Mă dusei să trec la Olt 12. Dragu mi-i unde-am intrat [Dodă, dodă] | orchestra Ionel Banu |
| 1961 | EPE 053                                             | vinil, LP, 30 cm, 33 RPM | 15. Lung îi drumul Gorjului | O.M.P.R., dirijor Victor Predescu |
| 1964 | EPE 0135 Din cântecele Mariei Tănase (I)            | vinil, LP, 30 cm, 33 RPM | 1. Doina din Maramureș 2. Lung îi drumul Gorjului 3. Dodă, dodă 4. Aseară ți-am luat basma 5. Cîntec din Oaș 6. Pe vale, țațo, pe vale 7. Bun îi vinul ghiurghiuliu 8. Cine iubește și lasă 9. Măi Gheorghiță, un' te duci? 10. Astă noapte te-am visat 11. Iac-așa 12. Aseară vântul bătea 13. Ciuleandra 14. Dragi mi-s cântecele mele | O.M.P.R., dirijor Victor Predescu (2, 7, 8), orchestra Ionel Banu (3, 4, 6), orchestra Nicușor Predescu (13), orchestră populară (1, 5, 9–12), aranjor, dirijor Henry Mălineanu (14)                                                 |
| 1965 | EPE 0193 Din cântecele Mariei Tănase (II)           | vinil, LP, 30 cm, 33 RPM | 1. Butelcuța mea 2. Frică mi-e că mor ca mâine 3. Mi-am pus busuioc în păr 4. Mâine toți recruții pleacă (cântec vechi) 5. Mărioară [Mărioară, viaț-amară] 6. Colo-n vale-n grădiniță 7. Am iubit și-am să iubesc 8. Uhăi, bade 9. Aguridă 10. Mărie și Mărioară 11. Hai iu, iu 12. Se teme Ion că moare 13. Tulnicul | O.M.P.R., dirijor Victor Predescu (1, 10), orchestra Ionel Banu (2-5, 7, 9, 11, 12), orchestra Nicușor Predescu (6, 8), orchestră populară (13)                                                                                      |
| 1966 | EPE 0221 Din cântecele Mariei Tănase (III)          | vinil, LP, 30 cm, 33 RPM | 1. Lume, lume 2. Trei focuri ard pe lume 3. Un țigan avea o casă 4. Bade, din dragostea noastră 5. Văleleu 6. Hai, maică, la iarmaroc 7. Pe deal pe la Cornățel 8. Zise muma către mine 9. Nici acela nu-i fecior 10. Nu vine mândru', nu vine 11. Trenule, mașină mică 12. Doina din Dolj (t. Maria Tănase) 13. Câte mute, câte slute 14. Am avut trei mândrulițe | O.M.P.R., dirijor Victor Predescu (1, 3, 6-8, 14), orchestra Nicușor Predescu (2, 9-11, 13), orchestra Ionel Banu (4), la pian: Theodor Cosma (5, 12)                                                                                |
| 1967 | EPE 0282 Din cântecele Mariei Tănase (IV)           | vinil, LP, 30 cm, 33 RPM | 1. Pârâuș, apă vioară 2. Cântec de nuntă din Făgăraș (Iese muma miresii) 3. Cântec de leagăn 4. Astă iarnă era iarnă 5. Până când nu te iubeam 6. Când toca la Radu Vodă 7. Cât îi Maramureșul 8. Uite dealul, uite via 9. Pe uliță, mai colea 10. Luncă, luncă 11. Și-am zis verde și una [Rău mă doare inima] 12. Bătrânețe, haine grele | O.M.P.R., dirijor Victor Predescu (1-3, 5, 7, 8, 10, 12), orchestra Nicușor Predescu (6, 9), orchestra Ionel Banu (6, 11), orchestră populară (4)                                                                                    |
| 1967 | C.S. 102                                            | vinil, 17 cm, 33 RPM     | Pe vale, țațo, pe vale Aseară vântul bătea | orchestra Ionel Banu orchestră populară |
| 1977 | EPE 01282 Din cântecele Mariei Tănase (V)           | vinil, LP, 30 cm, 33 RPM | 1. Mă dusei să trec la Olt 2. Cine m-aude cântând 3. Tătăișe și-o cumnată 4. Aș ofta să-mi iasă focul 5. Eu pe bade-am întrebat 6. Măria neichii, Mărie 7. Foaie verde mărăcine [Frică mi-e că mor ca mâine] 8. Toderel 9. Ce mi-i drag mie, vărare | orchestra Ionel Banu (1, 7) O.M.P.R., dirijor Victor Predescu (2, 4, 5, 6, 9), Bugeanu și Constantin (3), orchestră populară (8) |
| 1994 | ELCD 142 Maria Tănase, vol. 1                       | compact disc             | 1. Dragi mi-s cântecele mele 2. Aseară ți-am luat basma 3. Lung îi drumul Gorjului 4. Pe vale, țațo, pe vale 5. Bun îi vinul ghiurghiuliu 6. Aseară vântul bătea 7. Ciuleandra 8. Mărie și Mărioară 9. Hai iu, iu 10. Trenule, mașină mică 11. Bătrânețe, haine grele 12. Butelcuța mea 13. Mi-am pus busuioc în păr 14. Mărioară [Mărioară, viaț-amară] 15. Colo-n vale-n grădiniță 16. Pe deal pe la Cornățel 17. Cântec din Oaș 18. Tien, tien, tien et na! [Iac-așa!] 19. La malediction d'amour [Cine iubește și lasă] 20. Danse montagnarde [Uhăi, bade] 21. Doïna [Doina din Dolj] 22. Dodă, dodă 23. Toderel 24. Mă dusei să trec la Olt | orchestrele conduse de Victor Predescu, Nicușor Predescu și Ionel Banu |
| 1997 | EDC 228 Maria Tănase, vol. 2                        | compact disc             | 1. Am iubit și-am să iubesc 2. Lume, lume 3. Trei focuri arde pe lume 4. Un țigan avea o casă 5. Aguridă 6. Luncă, luncă 7. Câte mute, câte slute 8. Doina din Maramureș 9. Măi Gheorghiță, un' te duci? 10. Măria neichii, Mărie 11. Uite dealul, uite via 12. Se teme Ion că moare 13. Cât îi Maramureșul 14. Aș ofta să-mi iasă focul 15. Astă iarnă era iarnă 16. Nici acela nu-i fecior 17. Tulnicul 18. Tătăișe și-o cumnată 19. Eu pe bade-am întrebat 20. Frică mi-e ca mor că mâine | orchestrele conduse de Victor Predescu, Nicușor Predescu și Ionel Banu |
| 2000 | EDC 356 Maria Tănase, vol. 3                        | compact disc             | 1. Cine iubește și lasă 2. Uhăi, bade! 3. Cine m-aude cântând 4. Astă noapte te-am visat 5. Pârâuș, apă vioară 6. Bade, din dragostea noastră 7. Mâine toți recruții pleacă 8. Iac-așa! 9. Hai, maică, la iarmaroc! 10. Foaie verde mărăcine [Frică mi-e că mor ca mâine] 11. Cântec de leagăn 12. Zise muma către mine 13. Până când nu te iubeam 14. Nu vine mândru, nu vine 15. Pe uliță, mai colea 16. Văleleu! 17. Rău mă doare inima 18. Când toca la Radu-Vodă | orchestrele condusă de Victor Predescu și Nicușor Predescu |
| 2011 | EDC 1023 Comori ale muzicii românești. Anii '30-'40 | compact disc             | 1. Fir-ai să fii măi băiete (Foaie verde trei rozete) 2. Ursitoare, ursitoare (Of, zac) 3. M-am jurat de mii de ori 4. Pe șoseaua din Cepari (Jandarmul) 5. Ia uite-o, zău! 6. Când o fi la moartea mea 7. Mărioară de la Gorj (Lung îi drumul Gorjului) 8. Am ibovnic la Mizil 9. Nunta țigănească (c. Harry Brauner – t. Bebe Altmann) 10. Am iubit și-am să iubesc 11. Cine iubește și lasă 12. Să știi fă, că te-am iubit (I-auzi, lele, popa toacă) 13. Iarna grea, muierea rea 14. Cine-a fost odată-n Gorj (Foaie verde de trei boji) 15. Dadă, frică mi-e că mor ca mâine 16. Se ștergea mândra pe frunte 17. Na guriță și te du (Uite dealul, uite via) 18. Lița-i albă peste tot (Bun îi vinul ghiurghiuliu) 19. Geaba mai mă duc acasă 20. Leliță cârciumăreasă | formațiile instrumentale: Costică Tandin (1, 5, 10, 16); Mitică Mâță (2, 4, 6, 9, 12, 19, 20); Costică Vraciu–Gorj (3, 11); Ilie Rădulescu–Pitești (7, 8, 13-15, 17, 18)                                                             |
| 2018 | EDC 1122 Valori muzicale românești                  | compact disc             | 1. Dragi mi-s cântecele mele 2. Aseară vântul bătea 3. Lung îi drumul Gorjului 4. Bun îi vinul ghiurghiuliu 5. Mărie și Mărioară 6. Mă dusei să trec la Olt 7. Ciuleandra 8. Trenule, mașină mică 9. Pe vale țațo, pe vale 10. Aseară ți-am luat basma 11. Pe deal, pe la Cornățel 12. Hai, iu, iu 13. Colo-n vale-n grădiniță 14. Cântec de leagăn 15. Lume, lume 16. Of, dor, dor 17. La malediction - Celui qui trahit l'amour (Blestemul) 18. Hola, ho (Uhăi, bade) 19. Doina - Ecoutez, bonnes gens (Doină din Dolj) 20. Tiens, tiens et na! (Iac-așa!) 21. Petite feuille que l'automne dore (Nucă seacă) | Orchestrele: Electrecord (1, 2, 16), Ionel Banu (6, 9, 10, 12), Radio (3-5, 11, 14, 15), Nicușor Predescu (7, 8, 13, 17-21). Dirijori: Henri Mălineanu (1) Ionel Budișteanu (2) Nicu Stănescu (16) Victor Predescu (3-5, 11, 14, 15) |

## ÎnregistrăriRadio România
Toate înregistrările Mariei Tănase din Fonoteca Radio România au fost realizate pe benzi de magnetofon.
Datele cronologice precise din tabelul de mai jos au fost preluate din bookletul dublului CD Maria Tănase. Cântece populare. 1953-1961, apărut în octombrie 2013 la Editura Casa Radio, cu prilejul centenarului nașterii Mariei Tănase.
| Data              | Piesă                                                    | Acompaniament                                                             | Note                                                                                               |
| ----------------- | -------------------------------------------------------- | ------------------------------------------------------------------------- | -------------------------------------------------------------------------------------------------- |
| septembrie 1954   | De-ai făcut vreodată bine                                | orchestra Ionel Banu                                                      | —                                                                                                  |
| septembrie 1954   | Dragu-mi-i unde-am intrat [Dodă, dodă]                   | orchestra Ionel Banu                                                      | transpuse și pe discul EPB 5055                                                                    |
| septembrie 1954   | Mă dusei să trec la Olt                                  | orchestra Ionel Banu                                                      | transpuse și pe discul EPB 5055                                                                    |
| septembrie 1954   | Moțule cu țundră neagră                                  | orchestra Ionel Banu                                                      | învârtită                                                                                          |
| septembrie 1954   | Pe vale, țațo, pe vale                                   | orchestra Ionel Banu                                                      | transpusă și pe discul EPA 2084                                                                    |
| 22 decembrie 1954 | Cântec din Oaș [Mândruliță mititea]                      | orchestra Nicușor Predescu                                                | —                                                                                                  |
| 22 decembrie 1954 | Draga mea fă-ți calea-ncoace                             | orchestra Nicușor Predescu                                                | înregistrare ștearsă și/sau dispărută                                                              |
| 22 decembrie 1954 | Nici acela nu-i fecior                                   | orchestra Nicușor Predescu                                                | la clarinet: Traian Lăscuț-Făgărășanu                                                              |
| 22 decembrie 1954 | Nu vine mândru, nu vine                                  | orchestra Nicușor Predescu                                                | transpusă și pe discul EPA 2198                                                                    |
| 23 decembrie 1954 | Când m-am dus la însurat                                 | orchestra Nicușor Predescu                                                | înregistrare ștearsă și/sau dispărută                                                              |
| 23 decembrie 1954 | Câte mute, câte slute                                    | orchestra Nicușor Predescu                                                | la clarinet: Traian Lăscuț-Făgărășanu                                                              |
| 23 decembrie 1954 | Cine m-aude cântând                                      | orchestra Nicușor Predescu                                                | —                                                                                                  |
| 23 decembrie 1954 | Ciuleandra                                               | orchestra Nicușor Predescu                                                | transpusă și pe discul EPA 2190                                                                    |
| 23 decembrie 1954 | Colea-n vale-n grădiniță                                 | orchestra Nicușor Predescu                                                | transpusă și pe discul EPA 2002                                                                    |
| 23 decembrie 1954 | Pe uliță mai colea                                       | orchestra Nicușor Predescu                                                | Răsai lună de cu sară                                                                              |
| 23 decembrie 1954 | Trei focuri arde pe lume                                 | orchestra Nicușor Predescu                                                | solo acordeon: Fărâmiță Lambru                                                                     |
| 23 decembrie 1954 | Trenule, mașină mică                                     | orchestra Nicușor Predescu                                                | transpusă și pe discul EPA 1975                                                                    |
| decembrie 1954    | Uhăi, bade!                                              | orchestra Nicușor Predescu                                                | transpusă și pe discul EPA 2011                                                                    |
| 1955              | Bun îi vinul ghiurghiuliu                                | O.M.P.R., dirijor Victor Predescu                                         | transpusă și pe discul EPA 1975                                                                    |
| 1955              | Lung îi drumul Gorjului                                  | O.M.P.R., dirijor Victor Predescu                                         | —                                                                                                  |
| 1955              | Mărie și Mărioară                                        | O.M.P.R., dirijor Victor Predescu                                         | transpusă și pe discul EPA 1987                                                                    |
| 1957              | Am avut trei mândrulițe                                  | O.M.P.R., dirijor Victor Predescu                                         | —                                                                                                  |
| 1958              | Salutare, bătrâne București                              | Orchestră de estradă, dirijor Nicolae Patrichi                            | copie audio realizată în iunie 1963 după film TVR                                                  |
| 8 decembrie 1958  | Luncă, luncă Măria neichii, Mărie                        | O.M.P.R., dirijor Victor Predescu                                         | —                                                                                                  |
| 9 decembrie 1958  | Foaie verde mărăcine                                     | O.M.P.R., dirijor Victor Predescu                                         | Frică mi-e că mor ca mâine                                                                         |
| 9 decembrie 1958  | Petite feuille que l'automne dore                        | O.M.P.R., dirijor Victor Predescu                                         | Nucă seacă în limba franceză                                                                       |
| 10 decembrie 1958 | Se teme Ion că moare                                     | O.M.P.R., dirijor Victor Predescu                                         | —                                                                                                  |
| 11 decembrie 1958 | Lume, lume Un țigan avea o casă                          | O.M.P.R., dirijor Victor Predescu                                         | la acordeon: Fărâmiță Lambru                                                                       |
| 12 decembrie 1958 | Doïna de Dolj                                            | O.M.P.R., dirijor Victor Predescu                                         | Doina din Dolj în limba franceză                                                                   |
| 12 decembrie 1958 | Ho-la-ho                                                 | O.M.P.R., dirijor Victor Predescu                                         | Uhăi, bade în limba franceză                                                                       |
| 22 decembrie 1958 | Cântec de leagăn Pârâuș, apă vioară                      | O.M.P.R., dirijor Victor Predescu                                         | —                                                                                                  |
| 30 decembrie 1958 | Aguridă Aș ofta să-mi iasă focul Eu pe badea am întrebat | O.M.P.R., dirijor Victor Predescu                                         | —                                                                                                  |
| 31 decembrie 1958 | Cântec de nuntă din Făgăraș                              | O.M.P.R., dirijor Victor Predescu                                         | Orația soarelui sau Iese muma miresii                                                              |
| 31 decembrie 1958 | Măria, neichii Mărie                                     | O.M.P.R., dirijor Victor Predescu                                         | —                                                                                                  |
| 31 decembrie 1958 | Nucă seacă                                               | O.M.P.R., dirijor Victor Predescu                                         | Mâine toți recruții pleacă                                                                         |
| 5 ianuarie 1959   | Ce mi-i drag mie, vărare                                 | O.M.P.R., dirijor Victor Predescu                                         | —                                                                                                  |
| 17 ianuarie 1959  | Hora Unirii                                              | O.M.P.R., dirijor Victor Predescu                                         | c. Alexandru Flechtenmacher – t. Vasile Alecsandri                                                 |
| 8 ianuarie 1960   | La microfon: Maria Tănase                                | la vioară                                                                 | interviu                                                                                           |
| 1961              | Turism interplanetar                                     | Orchestra Teatrului Satiric Muzical „C. Tănase”, dirijor Nicolae Patrichi | cuplet interpretat în spectacolul „Revista 62” la Teatrul Satiric Muzical „C. Tănase” (Sala Savoy) |
| indisp.           | Astă noapte te-am visat                                  | orchestra Ionel Banu                                                      | —                                                                                                  |
| indisp.           | Când toca la Radu Vodă (1)                               | orchestra Ionel Banu                                                      | —                                                                                                  |
| indisp.           | Doină din Dolj                                           | orchestra Ionel Banu                                                      | text de Maria Tănase                                                                               |
| indisp.           | Și-am zis verde și una                                   | orchestra Ionel Banu                                                      | Rău mă doare inima                                                                                 |
| indisp.           | Bătrânețe, haine grele                                   | O.M.P.R., dirijor Victor Predescu                                         | romanță populară                                                                                   |
| indisp.           | Butelcuța mea                                            | O.M.P.R., dirijor Victor Predescu                                         | —                                                                                                  |
| indisp.           | Ca din tulnic                                            | O.M.P.R., dirijor Victor Predescu                                         | —                                                                                                  |
| indisp.           | Când toca la Radu Vodă (2)                               | O.M.P.R., dirijor Victor Predescu                                         | —                                                                                                  |
| indisp.           | Cât îi Maramureșul                                       | O.M.P.R., dirijor Victor Predescu                                         | —                                                                                                  |
| indisp.           | Drumuri                                                  | formație instrumentală                                                    | cuplet                                                                                             |
| indisp.           | Hai, maică, la iarmaroc                                  | O.M.P.R., dirijor Victor Predescu                                         | —                                                                                                  |
| indisp.           | Iac-așa                                                  | O.M.P.R., dirijor Victor Predescu                                         | —                                                                                                  |
| indisp.           | Nu-i bai!                                                | O.M.P.R., dirijor Victor Predescu                                         | înregistrare ștearsă și/sau dispărută                                                              |
| indisp.           | Până când nu te iubeam                                   | O.M.P.R., dirijor Victor Predescu solo vioară: Victor Predescu            | din culegerea lui Anton Pann Spitalul amorului sau cântătorul dorului                              |
| indisp.           | Pe deal pe la Cornățel                                   | O.M.P.R., dirijor Victor Predescu                                         | —                                                                                                  |
| indisp.           | Uite dealul, uite via                                    | O.M.P.R., dirijor Victor Predescu                                         | —                                                                                                  |
| indisp.           | Văleleu                                                  | O.M.P.R., dirijor Victor Predescu                                         | —                                                                                                  |
| indisp.           | Zise muma către mine                                     | O.M.P.R., dirijor Victor Predescu                                         | —                                                                                                  |

### Înregistrări pierdute și/sau șterse

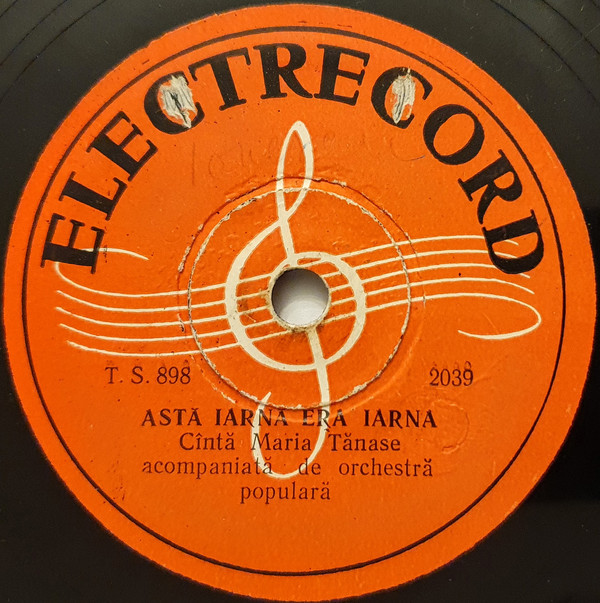
Disc de ebonită din anul 1956

1. Aseară vântul bătea
2. Când m-am dus la însurat
3. Draga mi-a fost calea-ncoace
4. Foaie verde măr domnesc
5. Foi de nuci
6. Horincuță
7. Ia uite-o, zău
8. În gară la Leordeni
9. M-am jurat de mii de ori
10. Nu-i bai!
11. Nu-i hain badea
12. Te-am zărit printre morminte

## Institutul de Etnografie și Folclor „Constantin Brăiloiu”

### Benzi de magnetofon
Benzile de magnetofon din arhiva Institutului de Etnografie și Folclor „Constantin Brăiloiu” cu muzica Mariei Tănase sunt copii ale înregistrărilor efectuate de artistă la Societatea Română de Radiodifuziune.
| An         | Cotă    | Piese                                            | Acompaniament                      |
| ---------- | ------- | ------------------------------------------------ | ---------------------------------- |
| indisp.    | Mg. 341 | a. Butelcuța mea                                 | O.M.P.R., dirijor Victor Predescu  |
| indisp.    | Mg. 341 | b. Bun îi vinul ghiurghiuliu                     | O.M.P.R., dirijor Victor Predescu  |
| indisp.    | Mg. 341 | c. Mărie și Mărioară                             | O.M.P.R., dirijor Victor Predescu  |
| indisp.    | Mg. 341 | d. Zis-a muma către mine                         | O.M.P.R., dirijor Victor Predescu  |
| indisp.    | Mg. 341 | e. Bătrânețe, haine grele                        | O.M.P.R., dirijor Victor Predescu  |
| indisp.    | Mg. 341 | f. Hai, maico, la iarmaroc                       | O.M.P.R., dirijor Victor Predescu  |
| indisp.    | Mg. 342 | a. Am avut trei mândrulițe                       | O.M.P.R., dirijor Victor Predescu  |
| indisp.    | Mg. 342 | b. Dragu-mi-e unde-am intrat [Dodă, dodă]        | orchestra Ionel Banu               |
| indisp.    | Mg. 342 | c. Moțule cu țundră neagră                       | orchestra Ionel Banu               |
| indisp.    | Mg. 342 | d. Pe vale, țațo, pe vale                        | orchestra Ionel Banu               |
| indisp.    | Mg. 342 | e. Rău mă doare inima                            | orchestra Ionel Banu               |
| indisp.    | Mg. 342 | f. Măicuța m-a măritat [Doină din Dolj]          | orchestra Ionel Banu               |
| indisp.    | Mg. 342 | g. O zis mama că mi-o da [Văleleu]               | O.M.P.R., dirijor Victor Predescu  |
| indisp.    | Mg. 343 | a. Mă dusei să trec la Olt                       | orchestra Ionel Banu               |
| indisp.    | Mg. 343 | b. Nu-i bai                                      | O.M.P.R., dirijor Victor Predescu  |
| indisp.    | Mg. 343 | c. Lung îi drumul Gorjului                       | O.M.P.R., dirijor Victor Predescu  |
| indisp.    | Mg. 343 | d. Cine iubește și lasă                          | O.M.P.R., dirijor Victor Predescu  |
| indisp.    | Mg. 343 | e. Uhăi, bade                                    | orchestra Nicușor Predescu         |
| indisp.    | Mg. 343 | f. Astă noapte te-am visat                       | orchestra Ionel Banu               |
| indisp.    | Mg. 344 | a. Dragu-mi-e unde-am intrat [Dodă, dodă]        | orchestra Ionel Banu               |
| indisp.    | Mg. 344 | b. Până când nu te iubeam                        | O.M.P.R., dirijori Victor Predescu |
| indisp.    | Mg. 344 | c. Pe deal pe la Cornățel                        | O.M.P.R., dirijori Victor Predescu |
| 22.12.1954 | Mg. 433 | a. O ceată de buciumari [Nici acela nu-i fecior] | orchestra Nicușor Predescu         |
| 22.12.1954 | Mg. 433 | b. Iese muma miresii [Cântec de nuntă]           | orchestra Nicușor Predescu         |
| 22.12.1954 | Mg. 433 | c. Mândruliță mititea [Cântec din Oaș]           | orchestra Nicușor Predescu         |
| 22.12.1954 | Mg. 433 | d. Nu vine mândru, nu vine                       | orchestra Nicușor Predescu         |
| 22.12.1954 | Mg. 433 | e. Dragă mi-a fost calea-ncoace                  | orchestra Nicușor Predescu         |
| 23.12.1954 | Mg. 434 | a. Trei focuri arde pe lume                      | orchestra Nicușor Predescu         |
| 23.12.1954 | Mg. 434 | b. Ciuleandra                                    | orchestra Nicușor Predescu         |
| 23.12.1954 | Mg. 434 | c. Pe uliță mai colea                            | orchestra Nicușor Predescu         |
| 23.12.1954 | Mg. 434 | d. Cine m-aude cântând                           | orchestra Nicușor Predescu         |
| 23.12.1954 | Mg. 435 | a. Câte mute, câte slute                         | orchestra Nicușor Predescu         |
| 23.12.1954 | Mg. 435 | b. Trenule, mașină mică                          | orchestra Nicușor Predescu         |
| 23.12.1954 | Mg. 435 | c. Colea-n vale-n grădiniță                      | orchestra Nicușor Predescu         |
| 23.12.1954 | Mg. 435 | d. Când m-am dus la însurat                      | orchestra Nicușor Predescu         |

### Discuri de gramofon
| An   | Cotă               | Piese                                                             | Acompaniament                                             |
| ---- | ------------------ | ----------------------------------------------------------------- | --------------------------------------------------------- |
| 1939 | D 1065 I D 1065 II | Hai maico la iarmaroc Am ibovnic la Mizil                         | taraful Ilie Rădulescu-Pitești                            |
| 1939 | D 1066 I D 1066 II | Foaie verde trei aglice Foaie verde trei bujori                   | taraful Ilie Rădulescu-Pitești                            |
| 1939 | D 1067 I D 1067 II | Of, zac! Mahala și țigănie                                        | taraful Mitică Mâță                                       |
| 1939 | D 1069 I D 1068 II | Leliță cârciumăreasă Jandarmul                                    | taraful Mitică Mâță                                       |
| 1938 | D 1069 I D 1069 II | Dadă, frică mie că mor ca mâine Lița-i albă peste tot             | taraful Ilie Rădulescu-Pitești                            |
| 1938 | D 1070 I D 1070 II | Mărioară de la Gorj Iarna grea muierea rea                        | taraful Ilie Rădulescu-Pitești                            |
| 1937 | D 1072 I D 1072 II | Învârtită de pe Târnave Jele mi-e măicuță, jele                   | Ștefan Bugeanu (armonică) și Vasile Constantin (clarinet) |
| 1937 | D 1073 I D 1073 II | Să știi fă că te-am iubit (H. Tomașiu) Geaba mă mai duc acasă     | taraful Mitică Mâță                                       |
| 1937 | D 1074 I D 1074 II | Cine iubește și lasă (Târâișul șarpelui) M-am jurat de mii de ori | taraful Costică Vraciu                                    |
| 1937 | D 1075 I D 1075 II | Când o fi la moartea mea Nuntă țigănească (H. Brauner - Al. Bebe) | taraful Mitică Mâță                                       |
| 1940 | D 1605 I D 1605 II | Jurai aseară pe cruce Am ibovnic la Mizil                         | orchestra Costică Tandin                                  |
| 1940 | D 1606 I D 1606 II | Când m-am dus la însurat Nici acela nu-i fecior                   | orchestra Costică Tandin                                  |
| 1940 | D 1607 I D 1607 II | Te-am zărit printre morminte Ia uite-o zău                        | orchestra Costică Tandin                                  |
| 1940 | D 1608 I D 1608 II | Se ștergea mândra pe frunte Nu vine mândru, nu vine               | orchestra Costică Tandin                                  |
| 1940 | D 1609 II          | Am iubit și-am să iubesc (Măr domnesc)                            | orchestra Costică Tandin                                  |
| 1943 | D 1665 II          | Am ibovnic la Mizil                                               | orchestra Costică Tandin                                  |

### Compilații
- 1994 — Maria Tănase – Vol. 1
- 1997 — Maria Tănase – Vol. 2
- 2000 — Maria Tănase – Vol. 3
- 2000 — Malédiction d'amour
- 2001 — Ciuleandra
- 2002 — Magic Bird – The Early Years
- 2005 — The Best of Maria Tănase, Vol. 1
- 2007 — Muzică de colecție, Vol. 14 – Maria Tănase, partea I (cu Jurnalul Național)
- 2007 — Muzică de colecție, Vol. 15 – Maria Tănase, partea a II-a (cu Jurnalul Național)
- 2008 — Muzică de colecție, Vol. 50 – Maria Tănase, discul de aur (cu Jurnalul Național)
- 2008 — Maria Tănase 1 – Folk Romanian Songs, Recordings 1936–1939
- 2009 — Maria Tănase 2 – Folk Romanian Songs, Recordings 1953–1957
- 2009 — Maria Tănase 3 – Folk Romanian Songs, Recordings 1955–1958
- 2010 — Comori ale muzicii românești – Maria Tănase, anii '30–'40
- 2011 — The Best of Maria Tănase (2CD)
- 2012 — The Best of Maria Tănase, Vol. 2
- 2012 — The Best of Maria Tănase, Vol. 3 – Inedite

### Albume dedicate Mariei Tănase
- 2003 — East Meets East
- 2005 — Maria T
- 2009 — Cabin Fever Trax, Vol. 8 – Bate 'n lemn

### Documentare discografică
- Maria Tănase. Malédiction d'amour, Oriente Musik RIEN CD 22, 2000
- * * *. Tango alla Romanesque. Old World Tangos, Vol. 2, Oriente Musik RIEN CD 40, 2002 (broșură Arhivat în 23 martie 2008, la Wayback Machine.)
- Maria Tănase. Magic Bird. The Early Years, Oriente Musik RIEN CD 42, 2002 (broșură Arhivat în 23 martie 2008, la Wayback Machine.)
- Maria Tănase. Comori ale muzicii românești. Anii '30-'40, Electrecord EDC 1023, 2011 (broșură Arhivat în 6 noiembrie 2013, la Wayback Machine.)
- Maria Tănase. Cântece populare. 1953-1961, Editura Casa Radio, București, 2013
- Maria Tănase. Cântece populare. 1954-1960, ediția a II-a, Editura Casa Radio, București, 2021